# Леонтьев, Олег Валентинович
Олег Валентинович Леонтьев (род. 26 декабря, 1963, Уральск, Казахская ССР) — доктор медицинских наук, профессор, один из основоположников медицинского права и автор первого учебника по правоведению для медицинских ВУЗов России с грифом УМО ВУЗов России по медицинскому и фармацевтическому образованию, являлся экспертом (2005—2014 г.) Межпарламентской Ассамблеи стран ЕврАзЭС в области законодательства о здравоохранении, является автором законопроекта для стран ЕврАзЭС в сфере обращения медицинской техники и изделий медицинского назначения, профессор кафедры педагогики, философии и права Северо-Западного государственного медицинского университета имени И. И. Мечникова, руководитель цикла медицинского права Северо-Западного государственного медицинского университета имени И. И. Мечникова, полковник медицинской службы запаса.

## Сочинения
- Нарушения норм уголовного права в медицине / О. В. Леонтьев. — Санкт-Петербург : СпецЛит, 2002. — 62 с.
- Медицинская помощь: права пациента / О. В. Леонтьев. — Санкт-Петербург : Нев. проспект, 2002. — 157 с.
- Правоведение : учеб. для мед. вузов / О. В. Леонтьев. — Санкт-Петербург : СпецЛит, 2012. — 192 с.
- Юридические основы медицинской деятельности : Практикум по правоведению: Учеб. пособие для студентов мед. вузов / О. В. Леонтьев. — Санкт-Петербург : СпецЛит, 2015. — 136 с. — Библиогр.: с. 135.
- Законодательство России о здравоохранении: учебное пособие / О. В. Леонтьев, С. Л. Плавинский. — Санкт-Петербург : СпецЛит, 2015. — 64 с.[3]